# Radioåret 1970

## Händelser
- The Pop Chronicles sänder via American Forces Radio and Television Service.[1]
- NPR i USA inkorporeras,[2] och tar över National Educational Radio Network.

## Radioprogram

### Sveriges Radio
- 2 september - Radio programmet Upp till trettons reguljära sändningar inleds.
- Skolfrågesportprogrammet "Vi i femman", som startade 1963 i Sveriges Radio, för första gången i Sveriges Radios Television.
- 1 oktober - TCO:s ordförande Otto Nordenskiöld tillträder som ny chef för SR efter Olof Rydbeck.
- 1 december - Årets julkalender är I Regnbågslandet.[3]

## Födda
- 30 juni – Bosse Pettersson, svensk radioprogramledare.
- Okänt datum – Camilla Nordquist, svensk radioprogramledare.

### Fotnoter
1. ↑  ”Pop chronicles. 3 (RU 29-0 [Jan. 1970]) (Audiobook on LP, 1970)”. [WorldCat.org]. http://www.worldcat.org/oclc/50113216. Läst 2 december 2009.
2. ↑  ”How NPR Works”. NPR. Arkiverad från originalet den 10 maj 2009. https://www.webcitation.org/5gekxTdsd?url=http://www.npr.org/about/nprworks.html. Läst 7 maj 2009.
3. ↑  ”1970, I Regnbågslandet”. Sveriges Radio. http://sverigesradio.se/barn/julkalendrar/1970.stm. Läst 31 augusti 2015.